# Брохув (гміна)
Гміна Брохув (пол. Gmina Brochów) — сільська гміна у центральній Польщі. Належить до Сохачевського повіту Мазовецького воєводства.
Станом на 31 грудня 2011 у гміні проживало 4300 осіб.

## Площа
Згідно з даними за 2007 рік площа гміни становила 116.76 км², у тому числі:
- орні землі: 53.00%
- ліси: 38.00%

Таким чином, площа гміни становить 15.97% площі повіту.

## Населення
Станом на 31 грудня 2011:
| Опис     | Загалом | Загалом | Чоловіки | Чоловіки | Жінки | Жінки |
| -------- | ------- | ------- | -------- | -------- | ----- | ----- |
| одиниця  | осіб    | %       | осіб     | %        | осіб  | %     |
| все      | 4300    | 100     | 2156     | 50.14    | 2144  | 49.86 |
| міське   | 0       | 100     | 0        |          | 0     |       |
| сільське | 4300    | 100     | 2156     | 50.14    | 2144  | 49.86 |

## Сусідні гміни
Гміна Брохув межує з такими гмінами: Вишоґруд, Кампінос, Леонцин, Млодзешин, Сохачев, Сохачев, Червінськ-над-Віслою.